# Serguei Isakov
Serguei Isakov (1952-2002) fue un deportista soviético que compitió en esgrima, especialista en la modalidad de florete. Ganó tres medallas en el Campeonato Mundial de Esgrima entre los años 1973 y 1977.

## Palmarés internacional
| Campeonato Mundial | Campeonato Mundial       | Campeonato Mundial | Campeonato Mundial  |
| Año                | Lugar                    | Medalla            | Prueba              |
| ------------------ | ------------------------ | ------------------ | ------------------- |
| 1973               | Gotemburgo (Suecia)      | Medalla de oro     | Florete por equipos |
| 1975               | Budapest (Hungría)       | Medalla de plata   | Florete por equipos |
| 1977               | Buenos Aires (Argentina) | Medalla de bronce  | Florete por equipos |